# Paralephana rectilinea
Paralephana rectilinea là một loài bướm đêm trong họ Noctuidae.